# Třída Jurrat
Třída Jurrat (někdy též třída Jalalat II) je třída raketových člunů pákistánského námořnictva. Třídu tvoří celkem dvě jednotky. Konstrukčně vychází z hlídkových lodí Marsun M39 thajské loděnice Marsun.

## Stavba
Všechny dvě jednotky třídy postavila, s pomocí loděnice Marsun, loděnice Karachi Shipyard v Karáčí.
Jednotky třídy Jurrat:
| Jméno              | Spuštěna      | Vstup do služby | Status  |
| ------------------ | ------------- | --------------- | ------- |
| PNS Jurrat (P1023) | 9. září 2004  | 24. února 2006  | aktivní |
| PNS Quwwat (P1028) | 13. září 2004 | 24. února 2006  | aktivní |

## Konstrukce
Plavidla mají ocelový trup a nástavby ze slitin hliníku. Hlavňovou výzbroj představuje 25mm dvojkanón Typ 61M ve věži na přídi. Hlavní údernou výzbroj tvoří čtyři čínské protilodní střely C-802. Pohonný systém tvoří tři diesely MTU 16V 4000 M70, každý o výkonu 3004 HP, pohánějící dva lodní šrouby. Nejvyšší rychlost dosahuje 32 uzlů. Dosah je 2000 námořních mil při rychlosti 17 uzlů.